# Volksmarine
La Volksmarine (littéralement, « marine du peuple ») était la dénomination officielle des forces maritimes de la République démocratique allemande (RDA). C'était une composante Nationale Volksarmee (armée nationale populaire), créée en 1956.

## Histoire

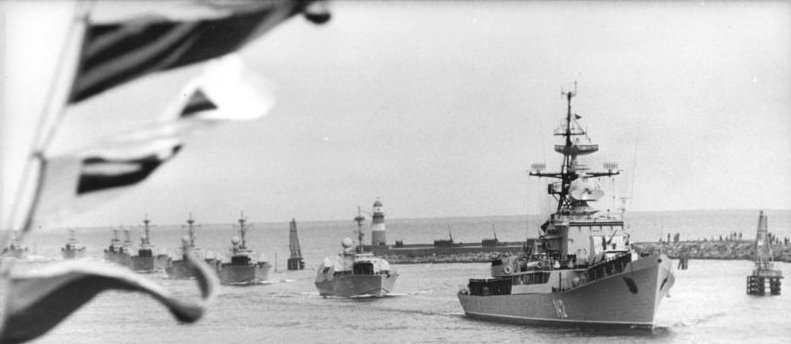
Défilé de navires de la Volksmarine à Rostock en 1974.

Peu après la fin de la Seconde Guerre mondiale, l'Union soviétique avec le début de la guerre froide commença à réarmer l'État-satellite qu'était l'Allemagne de l'Est. Cela comprenait une constitution progressive de forces maritimes.
Débutant en 1950, des officiers de marine soviétiques aidèrent à la création de la Hauptverwaltung Seepolizei (Police maritime de l'administration centrale), qui fut renommée Volkspolizei-See (VP-See, Police du peuple - Mer) le 1er juillet 1952. Au même moment, des parties de l'ancienne police maritime étaient réorganisées dans le nouveau Grenzpolizei-See (Police des frontières - Mer), pour garder les frontières maritimes, et furent incorporées dans la Deutsche Grenzpolizei (Police allemande des frontières) qui avait été mise en place en 1946. En 1952, les effectifs de la VP-See étaient estimés à 8000 personnes.
Le 1er mars 1956, la RDA créa officiellement sa Nationale Volksarmee (NVA, Armée populaire nationale), et la VP-See devint la Verwaltung Seestreitkräfte der NVA (Administration des forces maritimes de la NVA) avec environ 10 000 hommes. En novembre 1960, ces forces maritimes furent officiellement appelées Volksmarine. Les années suivantes, la marine reçut progressivement plusieurs nouveaux navires, la plupart construits à Wolgast en RDA. Seuls les navires de protection côtières et certains torpilleurs rapides furent fournis par l'Union soviétique, ainsi que les hélicoptères et certains embarcations auxiliaires furent achetés en Pologne.
À la suite de la construction du mur de Berlin le 13 août 1961 le Grenzbrigade Küste der Grenzpolizei (GBK, Brigade de la frontière côtière de la police des frontières) fut incorporée dans la Volksmarine. Avec la réorganisation de 1965, toutes les forces offensives, par exemple les torpilleurs rapides, furent organisées en une seule flottille (la 6e flottille) et basées à la péninsule de Bug (de) sur l'île de Rügen. Au cours des années 1970, les effectifs de la Volksmarine étaient montés à environ 18 000 hommes. Dans les années 1980, certains navires furent remplacés et la Volskmarine acquit des chasseurs-bombardiers soviétiques.
En 1988, la marine est-allemande eut quelques brèves confrontations avec les forces navales polonaises sur une dispute territoriale. À la suite de négociations, environ les deux tiers de la zone disputée furent attribués à la RDA.
La Volksmarine fut dissoute, comme les autres branches de l'armée est-allemande, le 2 octobre 1990 – la veille du jour officiel de la réunification allemande. Certains de ses personnels furent intégrés à la Bundesmarine (qui prit alors le nom de Deutsche Marine), d'autres à la Police allemande des frontières. La plupart des navires et des autres équipements furent mis à la casse ou vendus.

## Tâches opérationnelles
La Volksmarine était d’un point de vue opérationnel intégrée dans les « flottes unies de mer Baltique » des États du pacte de Varsovie. Les zones d'opérations étaient la mer Baltique et ses entrées maritimes. Ses tâches étaient de garder les voies maritimes ouvertes pour des renforts soviétiques et de participer aux actions offensives contre les côtes des nations adverses de la mer Baltique. Dans ce but, la Volksmarine était équipée de forces légères comme des navires anti-sous-marins, des torpilleurs rapides, des chasseurs de mines ou des chalands de débarquements. Le travail courant consistait surtout en des opérations de reconnaissance, principalement menées par les chasseurs de mines et des navires spécialisés dans la surveillance électronique.
La 6e brigade des frontières avait la responsabilité spéciale de prévenir toute fuite de citoyens de la RDA par la mer. Elle disposait pour cela d’un grand nombre de petites embarcations de patrouilles et des postes de surveillance le long de la côte.

## Organisation

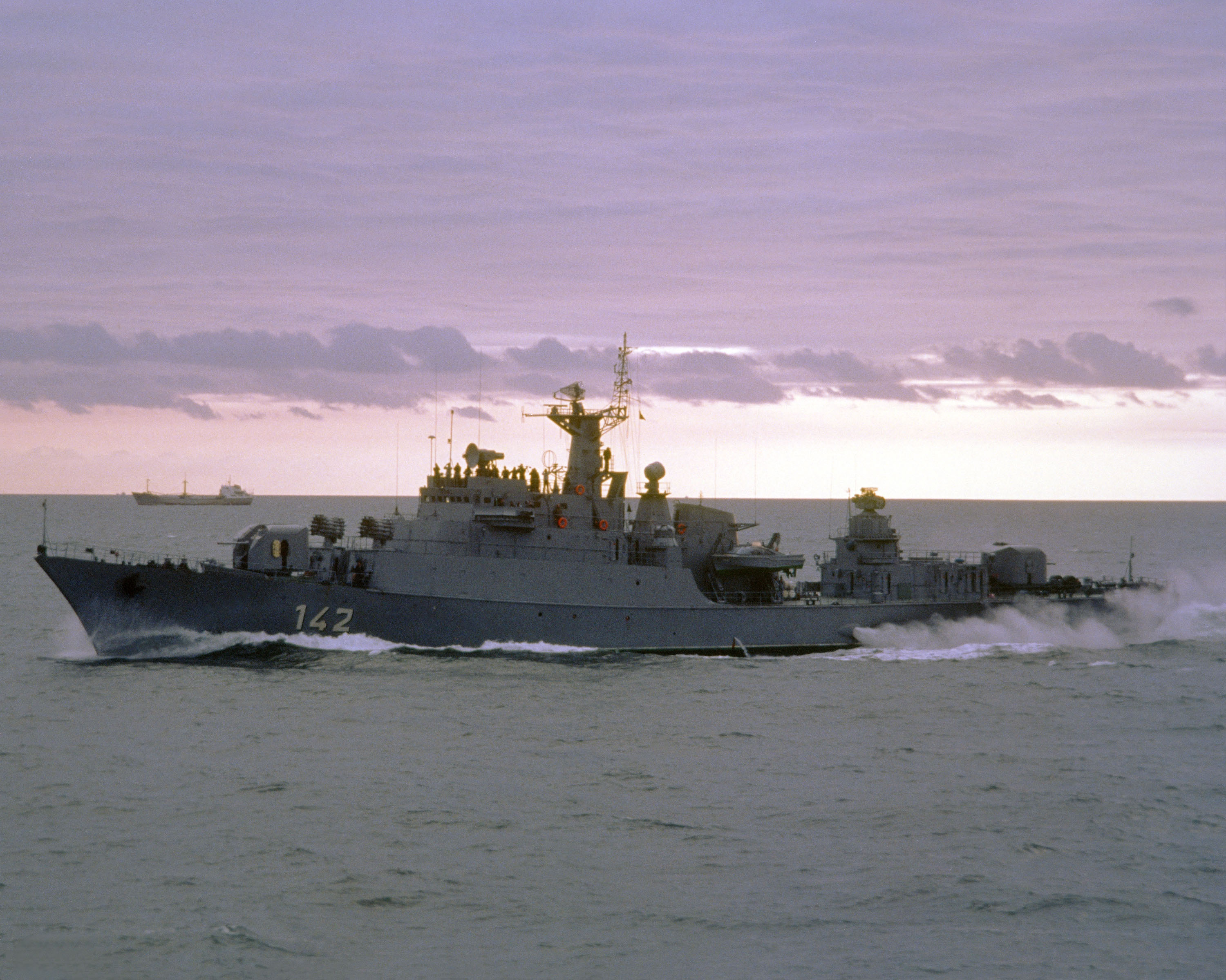
Frégate Berlin, 1985

La Volksmarine était dirigée par le Kommando der Volksmarine (en allemand : Commandement de la Marine du peuple) à Rostock-Gehlsdorf. Elle était structurée de la manière suivante (en 1985):
- 1ere flottille à Peenemünde,
- 4e flottille à Rostock-Warnemünde,
- 6e flottille à Bug sur l'île de Rügen,
- 6e brigade frontalière (côte) à Rostock.

En plus, il existait :
- Une compagnie technique de torpille (TTK-18) à Sassnitz (service des torpilles anti sous-marines)
- Une aile d'hélicoptères navals (MHG-18) à Parow près de Stralsund
- Une aile d'aviation navale (MFG-28) à Laage
- Un bataillon de génie maritime (MPiB-18) à Sassnitz
- Un commandement de nageurs de combat (KSK-18) à Kühlungsborn
- Un régiment de missile côtier (KRR-18) à Schwarzenpfost
- Un régiment de défense côtière (KVR-18) à Rostock (depuis 1988)
- Une compagnie navale de propagande (PRK-18) à Rostock-Warnemünde
- Le Service hydrographique maritime de RDA (SHD) à Rostock
- D'autres installations de test
- Des installations d'entrainement
  - Une école navale "Walter Steffens" à Parow (entrainement naval des sous-officiers et des marins)
  - Une académie pour officiers "Karl Liebknecht" à Stralsund (entrainement des officiers de marine)
  - Une école de sous-officiers pour les services de support à Dänholm près de Stralsund (entrainement technique des sous-officiers)

## Grades
| Amiraux de la Volksmarine | Amiraux de la Volksmarine | Amiraux de la Volksmarine | Amiraux de la Volksmarine | Amiraux de la Volksmarine |
| Flottenadmiral            | Admiral                   | Vizeadmiral               | Konteradmiral             |                           |
| ------------------------- | ------------------------- | ------------------------- | ------------------------- | ------------------------- |
|                           |                           |                           |                           |                           |

| Officiers de la Volksmarine | Officiers de la Volksmarine | Officiers de la Volksmarine | Officiers de la Volksmarine | Officiers de la Volksmarine | Officiers de la Volksmarine | Officiers de la Volksmarine |
| Kapitän zur See             | Fregattenkapitän            | Korvettenkapitän            | Kapitänleutnant             | Oberleutnant                | Leutnant                    | Unterleutnant               |
| --------------------------- | --------------------------- | --------------------------- | --------------------------- | --------------------------- | --------------------------- | --------------------------- |
|                             |                             |                             |                             |                             |                             |                             |

| Aspirants de la Volksmarine | Aspirants de la Volksmarine | Aspirants de la Volksmarine | Aspirants de la Volksmarine |
| Stabsoberfähnrich           | Stabsfähnrich               | Oberfähnrich                | Fähnrich                    |
| --------------------------- | --------------------------- | --------------------------- | --------------------------- |
|                             |                             |                             |                             |

| Sous-officiers de la Volksmarine | Sous-officiers de la Volksmarine | Sous-officiers de la Volksmarine | Sous-officiers de la Volksmarine | Sous-officiers de la Volksmarine | Sous-officiers de la Volksmarine | Sous-officiers de la Volksmarine |
| Stabsobermeister                 | Obermeister                      | Meister                          | Obermaat                         | Obermaat auf Zeit                | Maat                             | Maat auf Zeit                    |
| -------------------------------- | -------------------------------- | -------------------------------- | -------------------------------- | -------------------------------- | -------------------------------- | -------------------------------- |
|                                  |                                  |                                  |                                  |                                  |                                  |                                  |

| Hommes du rang (matelots) de la Volksmarine | Hommes du rang (matelots) de la Volksmarine | Hommes du rang (matelots) de la Volksmarine |
| Stabsmatrose                                | Obermatrose                                 | Matrose                                     |
| ------------------------------------------- | ------------------------------------------- | ------------------------------------------- |
|                                             |                                             |                                             |

## Matériel

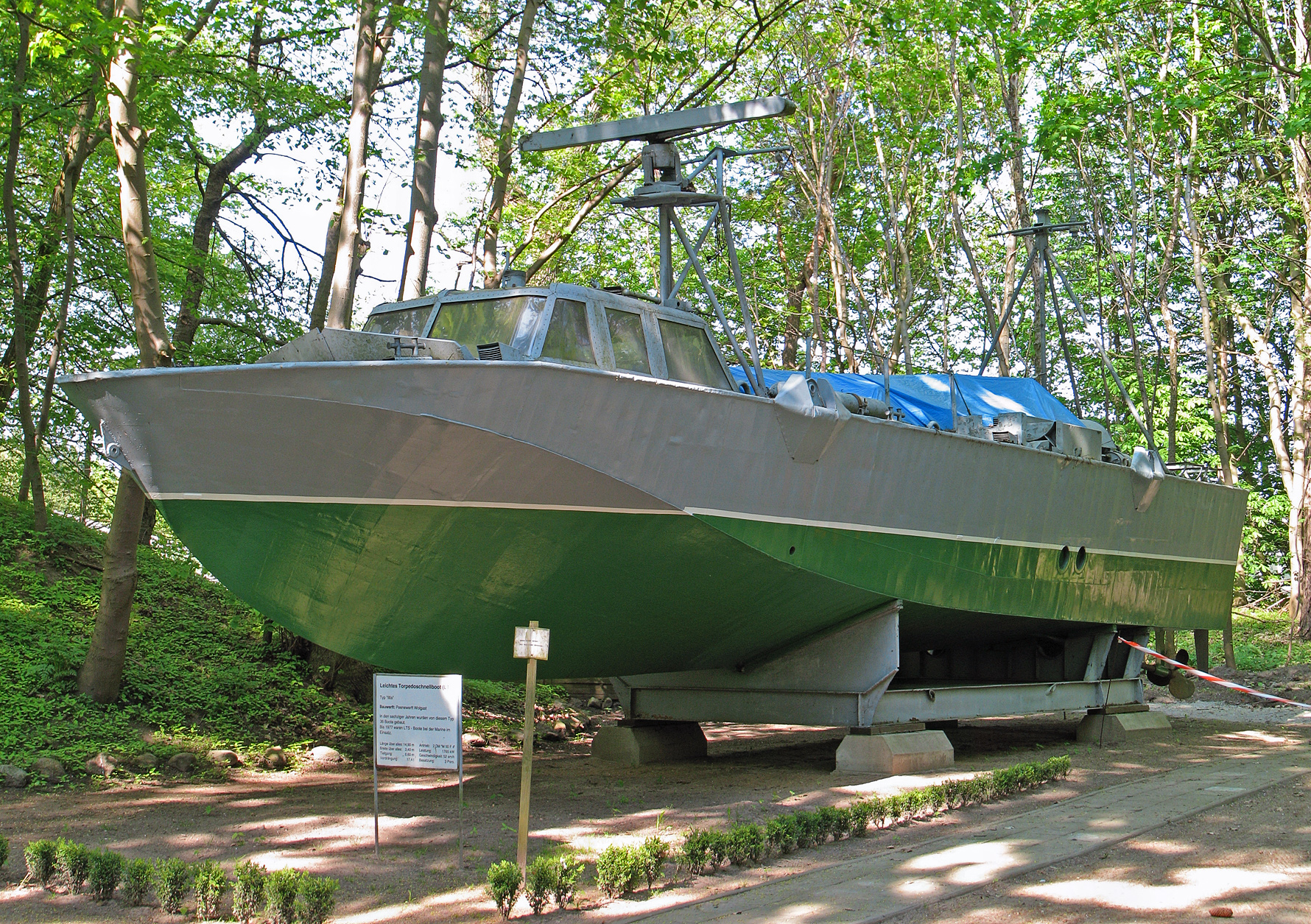
Torpilleur rapide Projekt 63 / 63.300 Iltis Type LTS.

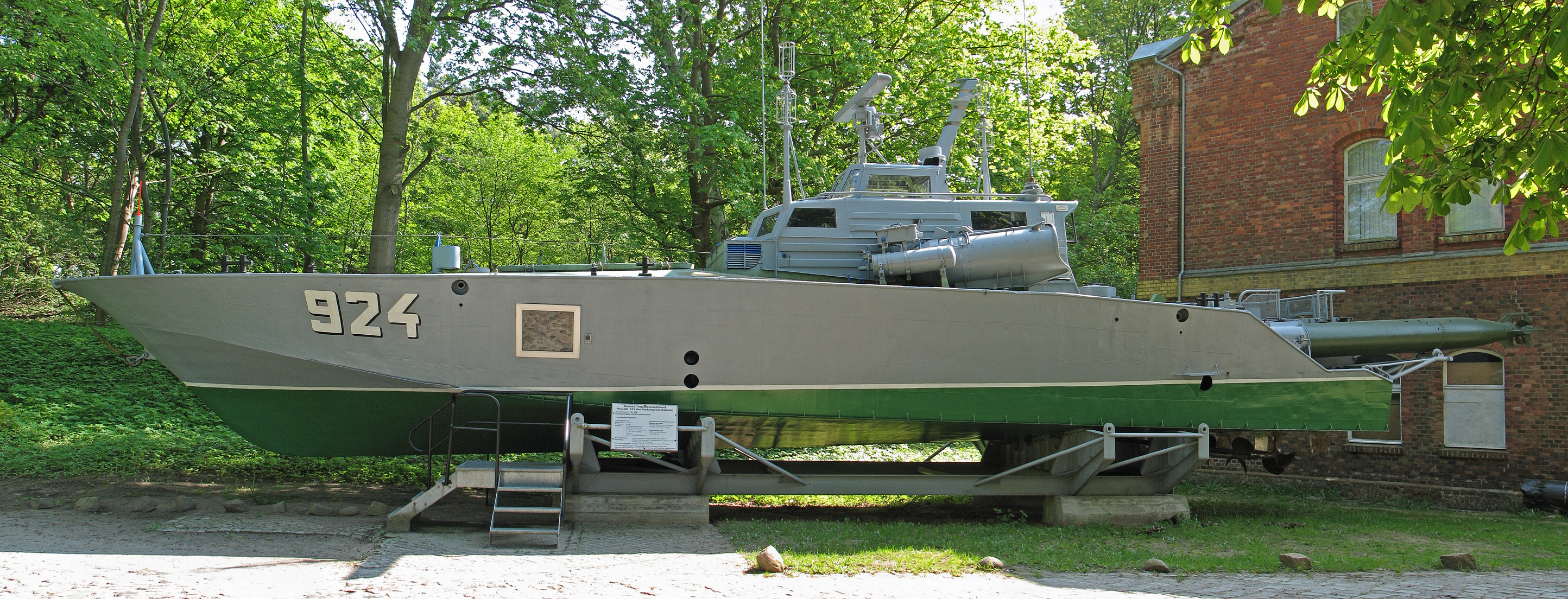
Torpilleur rapide Projekt 131 / 131.400 Libelle Type KTS.

L'équipement de la Volksmarine était composé de :
- Chalands de débarquement
- Dragueurs et chasseurs de mines
- Torpilleurs rapides et lanceurs de missiles
- Navires de défense côtière
- Chasseurs de sous-marins
- Navires de reconnaissance
- Navires d'entraînement
- Embarcations de soutien
- Trois escadrons d'hélicoptères de combat : Mil Mi-4MÄ Hound, Mil Mi-8 Hip, Mi-14PL Haze-A et Mil Mi-14BT Haze-B
- Chasseurs-bombardiers : Sukhoi Su-22M4 Fitter-K